# Клипино Брдо
45°25′ пн. ш. 15°43′ сх. д. / 45.42° пн. ш. 15.72° сх. д.
Клипино Брдо (хорв. Klipino Brdo) — населений пункт у Хорватії, у Карловацькій жупанії у складі міста Карловаць.

## Населення
Населення за даними перепису 2011 року становило 14 осіб.
Динаміка чисельності населення поселення: